# Verrucella verriculata
Verrucella verriculata is een zachte koraalsoort uit de familie Ellisellidae. De koraalsoort komt uit het geslacht Verrucella. Verrucella verriculata werd in 1857 voor het eerst wetenschappelijk beschreven door Milne Edwards. 